# Tiếng Lahnda
Tiếng Lahnda (/ˈlɑːndə/) hay còn gọi là Lahndi hoặc Tây Punjab (/pʌndʒˈɑːbi/), là một ngôn ngữ Ấn-Aryan Tây Bắc nói ở Punjab, Pakistan và một số nơi ở Azad Kashmir và Khyber Pakhtunkhwa lân cận. Những thuật ngữ này là ngoại danh và không được sử dụng bởi chính người nói. Các phương ngữ của Lahnda là tiếng Saraiki, tiếng Hindko và tiếng Pothohar. Tính hợp lệ của Lahnda như một nhóm di truyền là chưa được xác lập.

## Tên gọi
Lahnda có nghĩa là "phương tây" trong tiếng Punjab. Nó được đặt ra bởi William St. Clair Tonomall (dưới dạng Lahindā) có lẽ vào khoảng năm 1890 và sau đó được một số nhà ngôn ngữ học - đặc biệt là George Abraham Grierson - đặt cho một nhóm phương ngữ không có tên địa phương chung.:883 Thuật ngữ này chỉ lan truyền trong số các nhà ngôn ngữ học.

## Phương ngữ
Dưới đây là danh sách các phương ngữ của Lahnda:
- Hindko
  - Bắc Hindko
  - Nam Hindko
- Tiếng Inku
- Tiếng Khetrani
- Tiếng Pothohar: 4 triệu
- Tiếng Saraiki: 20 triệu

Ethnologue cũng đưa một nhóm phương ngữ mà họ gán vào "Tây Punjab" (mã ISO 639-3:pnb) - phương ngữ Majhi dạng chuyển tiếp giữa Lahnda và Đông Punjab; kết quả là, tiếng Lahnda được nói bởi 62 triệu người.
Gần đây, Saraiki và Hindko đang được đào luyện như ngôn ngữ văn học. Sự phát triển của văn học Saraiki tiêu chuẩn bắt đầu từ những năm 1960. Tổng điều tra dân số quốc gia Pakistan đã thống kê số người nói tiếng Saraiki và Hindko từ năm 1981.
Tiếng Sindhi, tiếng Lahnda, tiếng Punjab và tiếng Tây Pahar tạo thành một cụm phương ngữ không có ranh giới rõ ràng. Ethnologue phân loại các phương ngữ phương Tây của tiếng Punjab là Lahnda, do đó, 'ranh giới ngôn ngữ' (isogloss) Lahnda-Punjab cũng gần đúng với biên giới Ấn Độ-Pakistan.